# Saturday Erimuya
Saturday Keigo Erimuya (Benin City, 10 gennaio 1998) è un calciatore nigeriano, difensore del Sant Andreu.

## Carriera

### Club
Nel gennaio 2016 si trasferisce in Turchia, al Kayseri Erciyesspor, militante in TFF 1. Lig, la seconda serie. Debutta il 30 aprile nel 2-2 casalingo contro l'Adana Demirspor. Chiude la prima stagione con 3 presenze, non riuscendo però ad evitare la retrocessione in TFF 2. Lig.

### Nazionale
Nel 2016 viene convocato per le Olimpiadi di Rio 2016, dove vince la medaglia di bronzo, entrando nel recupero della finalina contro l'Honduras disputata il 20 agosto.

## Statistiche

### Presenze e reti nei club
Statistiche aggiornate al 13 maggio 2016.
| Stagione                   | Squadra                    | Campionato                 | Campionato | Campionato | Coppe nazionali | Coppe nazionali | Coppe nazionali | Coppe continentali | Coppe continentali | Coppe continentali | Altre coppe | Altre coppe | Altre coppe | Totale | Totale | Totale |
| Stagione                   | Squadra                    | Comp                       | Pres       | Reti       | Comp            | Pres            | Reti            | Comp               | Pres               | Reti               | Comp        | Pres        | Reti        | Pres   | Reti   |        |
| -------------------------- | -------------------------- | -------------------------- | ---------- | ---------- | --------------- | --------------- | --------------- | ------------------ | ------------------ | ------------------ | ----------- | ----------- | ----------- | ------ | ------ | ------ |
| 2015-2016                  | Kayseri Erciyesspor        | TFF1L                      | 3          | 0          | TK              | 0               | 0               | -                  | -                  | -                  | -           | -           | -           | 3      | 0      |        |
| 2016-2017                  | Kayseri Erciyesspor        | TFF2L                      | 0          | 0          | TK              | 0               | 0               | -                  | -                  | -                  | -           | -           | -           | 0      | 0      |        |
| Totale Kayseri Erciyesspor | Totale Kayseri Erciyesspor | Totale Kayseri Erciyesspor | 3          | 0          | -               | -               | -               | -                  | -                  | -                  | -           | -           | -           | 3      | 0      |        |
| Totale carriera            | Totale carriera            | Totale carriera            | 3          | 0          | -               | -               | -               | -                  | -                  | -                  | -           | -           | -           | 3      | 0      |        |

### Cronologia presenze e reti in nazionale
| Cronologia completa delle presenze e delle reti in nazionale ― Nigeria Olimpica | Cronologia completa delle presenze e delle reti in nazionale ― Nigeria Olimpica | Cronologia completa delle presenze e delle reti in nazionale ― Nigeria Olimpica | Cronologia completa delle presenze e delle reti in nazionale ― Nigeria Olimpica | Cronologia completa delle presenze e delle reti in nazionale ― Nigeria Olimpica | Cronologia completa delle presenze e delle reti in nazionale ― Nigeria Olimpica | Cronologia completa delle presenze e delle reti in nazionale ― Nigeria Olimpica | Cronologia completa delle presenze e delle reti in nazionale ― Nigeria Olimpica |
| Data                                                                            | Città                                                                           | In casa                                                                         | Risultato                                                                       | Ospiti                                                                          | Competizione                                                                    | Reti                                                                            | Note                                                                            |
| ------------------------------------------------------------------------------- | ------------------------------------------------------------------------------- | ------------------------------------------------------------------------------- | ------------------------------------------------------------------------------- | ------------------------------------------------------------------------------- | ------------------------------------------------------------------------------- | ------------------------------------------------------------------------------- | ------------------------------------------------------------------------------- |
| 20-8-2016                                                                       | Belo Horizonte                                                                  | Honduras olimpica                                                               | 2 – 3                                                                           | Nigeria olimpica                                                                | Olimpiadi 2016 - Finale 3º-4º posto                                             | -                                                                               | 92’                                                                             |
| Totale                                                                          |                                                                                 | Presenze                                                                        | 1                                                                               |                                                                                 | Reti                                                                            | 0                                                                               |                                                                                 |

## Palmarès

### Nazionale
- Bronzo olimpico: 1

Rio de Janeiro 2016